# 小行星29869
小行星29869（29869 Chiarabarbara）是一颗绕太阳运转的小行星，为主小行星带小行星。该小行星于1999年4月4日发现。

## 轨道参数
小行星29869的轨道半长轴为3.0793614 UA，离心率为0.036。